# Glattwang
Glattwang är en bergstopp i Schweiz.   Den ligger i regionen Prättigau/Davos och kantonen Graubünden, i den östra delen av landet, 170 km öster om huvudstaden Bern. Toppen på Glattwang är 2 376 meter över havet, eller 61 meter över den omgivande terrängen. Bredden vid basen är 0,56 km.
Terrängen runt Glattwang är varierad. Närmaste större samhälle är Chur, 14,2 km väster om Glattwang. 
Trakten runt Glattwang består i huvudsak av gräsmarker. Runt Glattwang är det glesbefolkat, med 8 invånare per kvadratkilometer.